# Jatropha elbae
Jatropha elbae är en törelväxtart som beskrevs av J.Jiménez Ram.. Jatropha elbae ingår i släktet Jatropha och familjen törelväxter. Inga underarter finns listade i Catalogue of Life.